# ポール・リチャーズ
ポール・リチャーズ(Paul William Richards、1964年5月20日-)は、ペンシルベニア州スクラントン出身のアメリカ合衆国の技術者、アメリカ航空宇宙局の宇宙飛行士である。2001年にスペースシャトルのミッションで宇宙を訪れた。

## 教育
1982年にペンシルベニア州ダンモアのダンモア高校を卒業した。ドレクセル大学で機械工学の学士号を取得し、そこで1987年にシグマ・ファイ・フラタニティに入会した。1991年にメリーランド大学カレッジパーク校で機械工学の修士号を取得した。
リチャーズは、アメリカ機械学会、全米プロフェッショナルエンジニア協会、アメリカ航空宇宙学会、アメリカ海軍技術者協会、アメリカ海軍予備役のメンバーである。

## 初期のキャリア
1983年から1987年まで海軍の艦艇システム技術ステーションに勤め、1987年にNASAのゴダード宇宙飛行センターに移った。NASAでは、検証、電気機械、ロボット、誘導制御等を担当する部署で働いた。ハッブル宇宙望遠鏡のプロジェクトでは、船外活動器具開発のシニアエンジニア、プロジェクトマネージャー、プログラムマネージャーを務め、予算、スケジュール、設計、分析、校正、試験や、ブレッドボード、WETF/NBS、飛行ハードウェアの統合、書類、レビューのプロセス等に責任を負った。リチャードは、ピストルグリップツール(PGT)の発明者である。PGTは、自己充足型、コンピュータ制御、バッテリー駆動式の3/8インチの駆動力装置で、ピストル型のハンドルがついたものである。ミッション固有のツールには、トルク、速度、回転の多数の制限をプログラムできる。発光ダイオードディスプレイで、トルク、速度、回転の状況が把握できる。また、エラーメッセージも表示される。トルクの範囲は、2-25フィート重量ポンド、速度は5-60回転/分、回転数は0-999である。マニュアルモードでは、トルクは38フィート重量ポンドである。全ての留め具の仕様は、各ミッションの前にPGTにプログラムされており、PGTは船外活動中に実際のデータをログに記録する。PGTは、1996年以来、NASAの全ての船外活動で使用されている。

## NASAでのキャリア
1996年4月にNASAにより宇宙飛行士に選ばれ、1996年8月にジョンソン宇宙センターに入ったと言われている。2年間の訓練と評価を終え、ミッションスペシャリストとしての資格を得た。当初はコンピュータ部門に配属され、スペースシャトル及び国際宇宙ステーションのソフトウェアを担当した。次に宇宙飛行士室で、ペイロード用汎用コンピュータとシャトル航法電子装置組立実験室を担当した。STS-102で宇宙を訪れ、6.4時間の船外活動を含む307時間、宇宙に滞在した。第7次長期滞在では、バックアップ乗組員を務めた。個人的な興味を追及するため、2002年にNASAを退職した。
2004年に、GOESの観測マネージャーとして、ゴダード宇宙飛行センターに戻った。GOES-Rシリーズは、アメリカ海洋大気庁がNASAと共同開発した次世代の気象衛星だった。2014年には、レーザー通信実験装置LCRDプロジェクトの副責任者に昇進した。LCRDは、レーザー技術を用いた次世代の通信衛星であった。2018年、衛星通信ナビゲーションシステム(SCaN)プログラムの責任者として、NASA本部に派遣された。2019年にNASAを退職した。

### 宇宙飛行
国際宇宙ステーションを訪れたスペースシャトルの8度目のミッションとなった2001年3月のSTS-102では、第2次長期滞在と第1次長期滞在の乗組員を入れ替え、多目的補給モジュール「レオナルド」を持ち帰った。リチャードは、6時間21分の船外活動を行った。ミッションの期間は、307時間49分だった。